# Bank (Kampfsport)

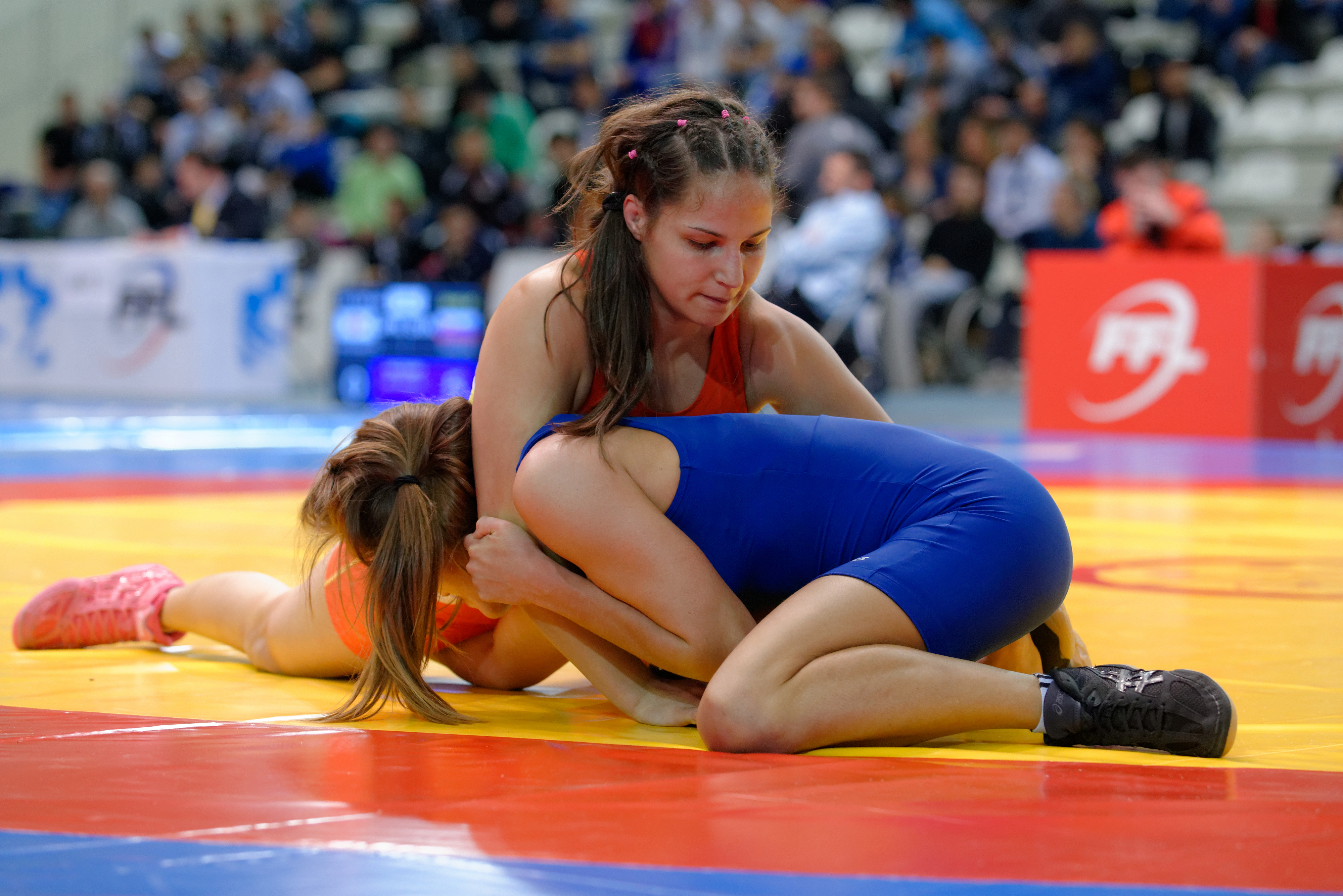
Ringer in der „Bankposition“ (im BJJ bekannt als Turtle)

Die Bank, zunehmend auch unter ihrer englischen Bezeichnung „Turtle“ bekannt, ist eine Schutzposition beim Grappling.
Sie stammt aus dem Judo, wo sie eine zentrale Rolle zur Verteidigung spielt.

## Die Bank beim Grappling
So kann aus dieser Position nicht nur überraschend angegriffen, sondern auch problemlos in andere Positionen gewechselt werden, etwa auf Leglocks, Wrist Locks oder die „Cruzifix Position“.

## Ringen
Beim Ringen ist die Position im deutschsprachigen Raum als „Bank“ bekannt.
Beim Ringen endet der Kampf nach Regelwerk, sobald der Gegner mit beiden Schultern auf dem Boden liegt. Daher legen sich Ringer, die im Kampf bedrängt sind, vorzugsweise auf den Bauch oder nehmen diese Position ein. Da Schläge und Tritte beim Ringen verboten sind, kann der Ringer in dieser Position relativ stabil abwarten, bis der Gegner einen Fehler macht, und dann zum Gegenangriff übergehen.

## Judo
Auch beim Judo ist die Position gemeinhin als „Bankposition“ bekannt. Ein explizit japanischer Name ist im deutschsprachigen Raum für diese Position nicht etabliert.
Das Regelwerk des Judo besagt, dass ein Kampf verloren ist, wenn der Gegner mehr als 20 Sekunden auf die Matte „gepinnt“ wurde. Daher handelt es sich auch hier um eine starke Verteidigungsposition mit ebenso vielen Möglichkeiten zum Gegenangriff. Beim Judo sind jedoch keine Angriffe auf die Beine (Leg Locks) erlaubt.

## Brazilian Jiu Jitsu, Luta Livre
Beim Brazilian Jiu Jitsu sowie beim Luta Livre ist die Bank gemeinhin unter ihrer englischsprachigen Bezeichnung „Turtle“, also „Schildkröte“ bekannt.
Auch hier handelt es sich um ein sehr nützliche Angriffsoption, um ihre Gegner aus einer unerwarteten Position heraus zu überraschen.
Da im BJJ sowie im Luta Livre der Kampf nicht beendet wird, wenn ein Gegner „gepinnt“ wird, und Beinangriffe wie Leglocks erlaubt sind (insbesondere beim Luta Livre, beim BJJ je nach Turnier mit Einschränkungen), hat sich auch hier die Position zu großer Beliebtheit hin entwickelt.